# Sister Ray
«Sister Ray» es una canción de avant-garde, punk rock, rock psicodélico y noise de la banda estadounidense de música experimental, The Velvet Underground, líricamente escrita por el guitarrista Lou Reed, relata la historia de varios personajes, centrándose en Sister Ray, mientras que la música está escrita por los en aquel 1967 (año en el que se grabó la canción), 4 integrantes de The Velvet Underground, es decir, Reed, John Cale, Maureen Tucker y Sterling Morrison, componiéndose de más de 10 minutos de improvisaciones.
La canción fue incluida en su segundo álbum de estudio, el primero sin la participación como productor de Andy Warhol para la banda, White Light/White Heat, siendo la última canción del disco, compartiendo un lado entero (el lado B) con "I Heard Her Call My Name", es su canción de estudio más larga, con una duración de 17 minutos con 29 segundos, sin embargo, se extendía mucho en sus interpretaciones en vivo.
Esta se considera la pieza central del disco y la culminación de la primera etapa de la banda con Cale.

## Composición
"Sister Ray" es una canción de casi 18 minutos que empieza de una forma convencional, un riff de guitarra basado en el rock psicodélico y en la experimentación con los sonidos del proto-punk de la época y con cierta influencia en el garage rock, género que ya habían experimentado en canciones como Run, Run, Run y I'm Waiting for the Man, sin embargo, pronto se convierte en una larga improvisación llena de noise, sonidos propios del avant-garde, efectos de distorsión y feedback en la que resalta el órgano de John Cale.
El crítico de rock Lester Bangs escribió en 1970: "Los Velvet tenían el buen sentido de darse cuenta de que, independientemente de sus capacidades, la música con una base simple era la mejor. Por lo tanto, "Sister Ray" evolucionó de un riff funk básico de diecisiete minutos a un sonido crudo estructuras de increíble complejidad".

### Letras
La canción trata sobre el uso de drogas, la violencia, la homosexualidad y el travestismo. Reed dijo de la letra: "'Sister Ray' se hizo como una broma; no, no realmente como una broma, pero tiene ocho personajes y este tipo es asesinado y nadie hace nada. Se construyó alrededor de esta historia que escribí sobre esta escena de total libertinaje y de decadencia. Me gusta pensar en 'Sister Ray' es en verdad una travesti traficante de heroína. La situación es que varios drag queens se llevan a varios marineros con ellos a su casa, les dan heroína y tienen una orgía que termina con la llegada de la policía".
Estos "marineros" (o marinero, ya que la canción no especifica muy bien cuantos llegaron) bien podrían ser estríperes que contrataron para la orgía.

#### Sinopsis
Hay 8 personajes a lo largo de la canción:
- Narrador
- Duck
- Sally
- Sra. Rayon
- Marinero
- Cecil
- Sister Ray
- Rosie

La letras nos va introduciendo a los personajes, iniciando con Doc y Sally, dos cocineros de heroína que están "cocinando para los de abajo", mientras que abajo están teniendo una orgía, entre ellos la señorita Rayon, que está practicándole sexo oral a otra mujer mientras que la persona que sirve como narrador está buscando su jeringa de heroína además también se encuentra Rosie y la ya mencionada señorita Rayon esperan por sus pastillas para un mejor rendimiento sexual, "que acaban de regresar de Carolina".
Mientras la letra sigue, nos relata como esperan a los marineros (posibles estríperes) que invitaron a dicha orgía, que "están aquí desde Alabama" y "buscan como ganarse un dolar".
Cecil, un nuevo personaje introducido tiene un arma de fuego nueva, mientras se inyecta heroína en los dedos de los pies (se especifica que entre el tercero y el cuarto), quiere probarla, y lo hace, con el marinero, asesinándolo, esto hace que la alfombra se manche, por lo que los presentes la culpan, demostrando que se importan más acerca del estado de la alfombra que del hecho que mataron a alguien en sangre fría.
Pronto a esto llega la policía y se llevan a todas las personas presentes.

## Grabación
"Sister Ray" se grabó en una sola toma. La banda acordó aceptar cualquier falla que ocurriera durante la grabación, lo que resultó en más de diecisiete minutos de material improvisado. La canción fue grabada con Reed como voz principal y guitarra, Morrison en la guitarra y Tucker en la batería, mientras que Cale toca un órgano enrutado a través de un amplificador de guitarra distorsionado, incluso Morrison comentó que estaba asombrado por el volumen del órgano de Cale durante la grabación y que había cambiado la plumilla de la guitarra en su Fender Stratocaster de la posición del puente a la posición del mástil para obtener "más empuje". También es notable que la canción no tiene bajo porque Cale, que solía tocar el bajo o la viola, tocaba el órgano en la toma 1. La banda contó con el patrocinio de amplificadores Vox, lo que permitió el uso de amplificadores de primera línea y pedales de distorsión para crear un sonido muy distorsionado y ruidoso.
Después de la secuencia de apertura, que es una progresión de acordes I-bVII-IV G-F-C con sabor modal, gran parte de la canción está dirigida por Cale y Reed intercambiando acordes de percusión y ruido durante más de diez minutos, similar al avant-jazz. Reed recordó que el ingeniero de grabación Gary Kellgren salió mientras grababa la canción: "El ingeniero dijo: "No tengo que escuchar esto. Lo grabaré, y luego me iré. Cuando hayan terminado, vengan a buscarme".

### Créditos
- Lou Reed – voces principales, guitarra eléctrica
- John Cale – órgano Vox Continental
- Sterling Morrison – guitarra eléctrica Fender Stratocaster
- Maureen Tucker – batería

## Interpretaciones en vivo
"Sister Ray" era un favorito en los conciertos de la banda, normalmente cerraban sus espectáculos con esta canción mientras que la versión de estudio dura 17 minutos y medio, sus varias versiones en vivo son reconocibles por durar media hora, o más de media hora, un ejemplo de esto está en la edición "Super Deluxe" de su tercer álbum de estudio, The Velvet Underground, que contiene una versión en vivo de 36 minutos, mientras que el álbum triple en vivo, Bootleg Series Volume 1: The Quine Tapes, lanzado en el año 2001 contiene 3 versiones de la canción, una de 24 minutos, otra de 38 y otra de 29 minutos.
La banda también tenía una introducción titulada "Sweet Sister Ray" que tocarían ocasionalmente. En la única grabación conocida de esta introducción (grabada durante el show del 30 de abril de 1968, y sin la interpretación posterior completa de "Sister Ray"), "Sweet Sister Ray" por sí sola dura más de treinta y ocho minutos.